# 葉澤里謝湖 (普斯托什卡區)
56°24′10″N 29°08′33″E / 56.40278°N 29.14250°E
葉澤里謝湖（俄语：Езерище），是俄羅斯的湖泊，位於該國西北部，由普斯科夫州負責管轄，處於普斯托什卡區，面積3.3平方公里，集水區面積2,760平方公里，平均水深2.5米，最大水深5.5米。